# Антоновская (Виноградовский район)
Антоновская — деревня в Виноградовском районе Архангельской области России. Входит в состав Виноградовского муниципального округа. С 2004 по 2021 год входила в состав Осиновского сельского поселения, хотя первоначально планировалось создать Конецгорское сельское поселение.

## География
Деревня Антоновская находится на правом берегу реки Северная Двина. Входит в состав села Ростовское. Через деревню проходит автотрасса «Усть-Ваеньга — Осиново — Шиленьга — Корбала — Антоновская — Ростовское — Конецгорье — Рочегда — Кургомень — Топса — Сергеевская — Сельменьга — Борок — Фалюки».

## История
До 1926 года существовала Ростовская волость, куда входила деревня Антоновская, затем до 1929 года, Ростовский сельский совет находился в Кургоминской волости. С 1954 года по 1992 год Селивановская входила в состав в составе в Конецгорского сельсовета. С 2004 по 2021 год года — в Осиновском сельском поселении.

## Население
| 2002 | 2010 | 2012 |
| ---- | ---- | ---- |
| 43   | ↘17  | ↗30  |

Население деревни, по данным Всероссийской переписи населения 2010 года, составляет 17 человек. В деревне на 1.01.2010 числилось 37 человек. В 2009 году было 41 чел., в том числе 16 пенсионеров. По переписи 1920 года в деревне Антоновская (Закорье) Ростовского сельского общества Ростовской волости проживал 301 человек обоего пола.

### Топографические карты
- Карта P-38-39,40. (Лист Рочегда)
- Антоновская на Wikimapia Архивная копия от 22 июня 2007 на Wayback Machine
- Антоновская. Публичная кадастровая карта